# Herabailu, Tirthahalli
Herabailu là một làng thuộc tehsil Tirthahalli, huyện Shimoga, bang Karnataka, Ấn Độ.